# Séraphin Marion
Pour les articles homonymes, voir Marion.
Séraphin Marion, né le 25 novembre 1896 à Ottawa et mort dans la même ville le 29 novembre 1983, est un historien, critique littéraire et professeur canadien. Il est connu pour avoir défendu les droits des francophones hors-Québec.

## Ouvrages publiés
- Relations des voyageurs français en Nouvelle-France au XVIIe siècle, 1923
- Un pionnier canadien, 1927
- En feuilletant nos écrivains : étude de littérature canadienne, 1931
- Sur les pas de nos littérateurs, 1933
- Les lettres canadiennes d’autrefois, 1939-1958
- Origines littéraires du Canada français, 1951
- Hauts faits du Canada français, relevés et commentés par des anglophones, 1972

## Revues et journaux
- L'Action nationale
- Les Cahiers des Dix
- Le Canada français
- Les Lettres canadiennes d'autrefois
- Revue de l'Université d'Ottawa

## Universités
- Collège militaire royal du Canada
- Université de Montréal
- Université d'Ottawa
- Université de Paris

## Honneurs
- Prix de la langue-française de l’Académie française (1932)
- Médaille d'argent du pape Pie XI (1933)
- Membre de la Société royale du Canada, secrétaire de 1945 à 1952
- Médaille J. B. Tyrrell (1953)
- Membre de la Société des Dix (1962)
- Président d'honneur de l'Institut canadien-français d'Ottawa (1975)
- Ordre du Canada, 1976
- Fonds Séraphin de l'Université d'Ottawa (1978)
- Médaille de l'Académie des lettres du Québec (1980)
- Membre de l'ordre de la Pléiade (1980)
- Médaille du Centenaire (1982)
- Médaille d'argent Bene merenti de patria (1982)
- École Séraphin-Marion de Gloucester (1983)
- Prix Séraphin-Marion (1984)
- Rue Séraphin-Marion (1987)
- Centre Séraphin-Marion d'Orléans (1987)